# Châteaubourg
Châteaubourg é uma comuna francesa na região administrativa da Bretanha, no departamento Ille-et-Vilaine. Estende-se por uma área de 28,56 km². Em 2010 a comuna tinha 7 393 habitantes (densidade: 258,9 hab./km²).

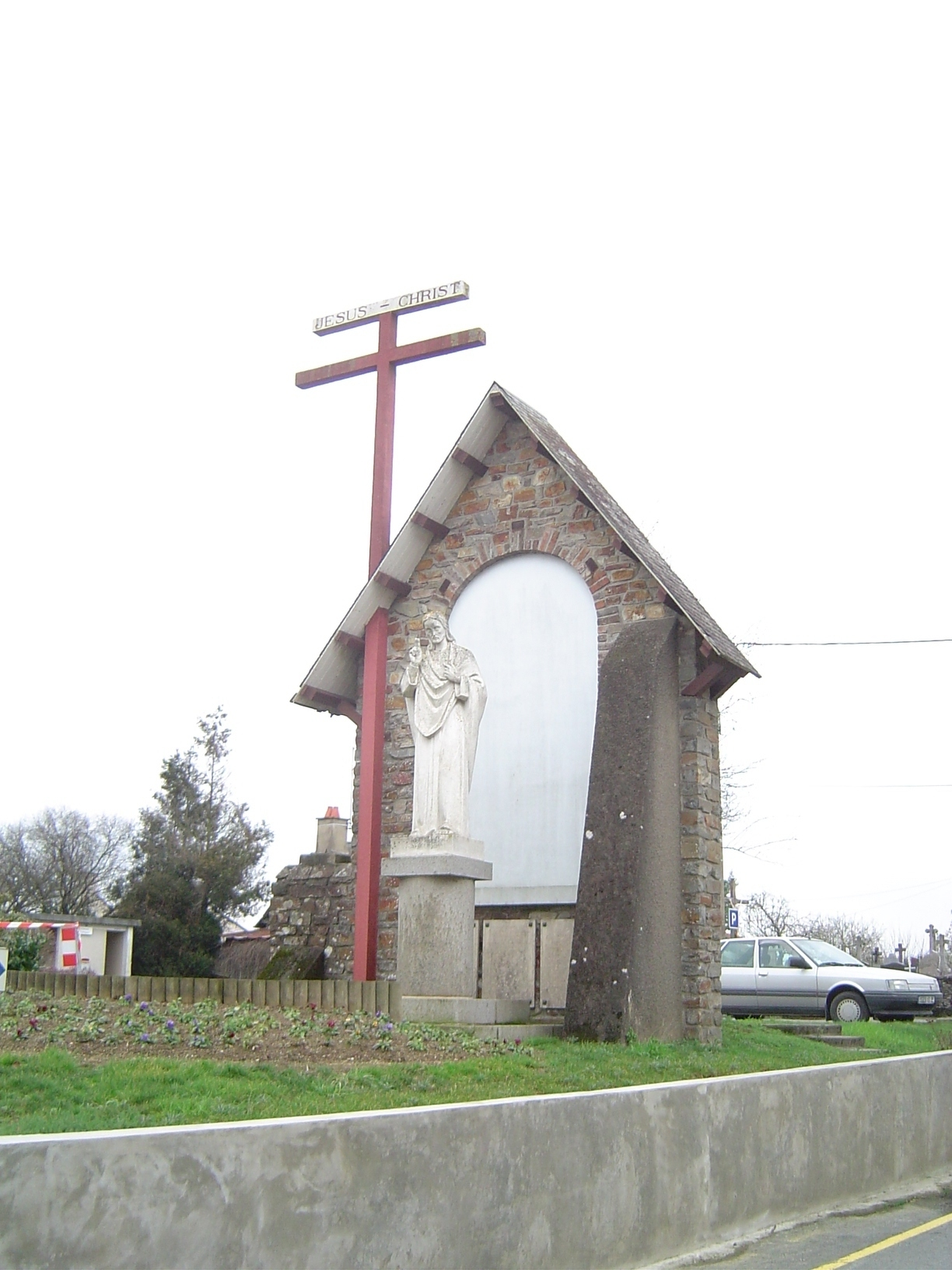
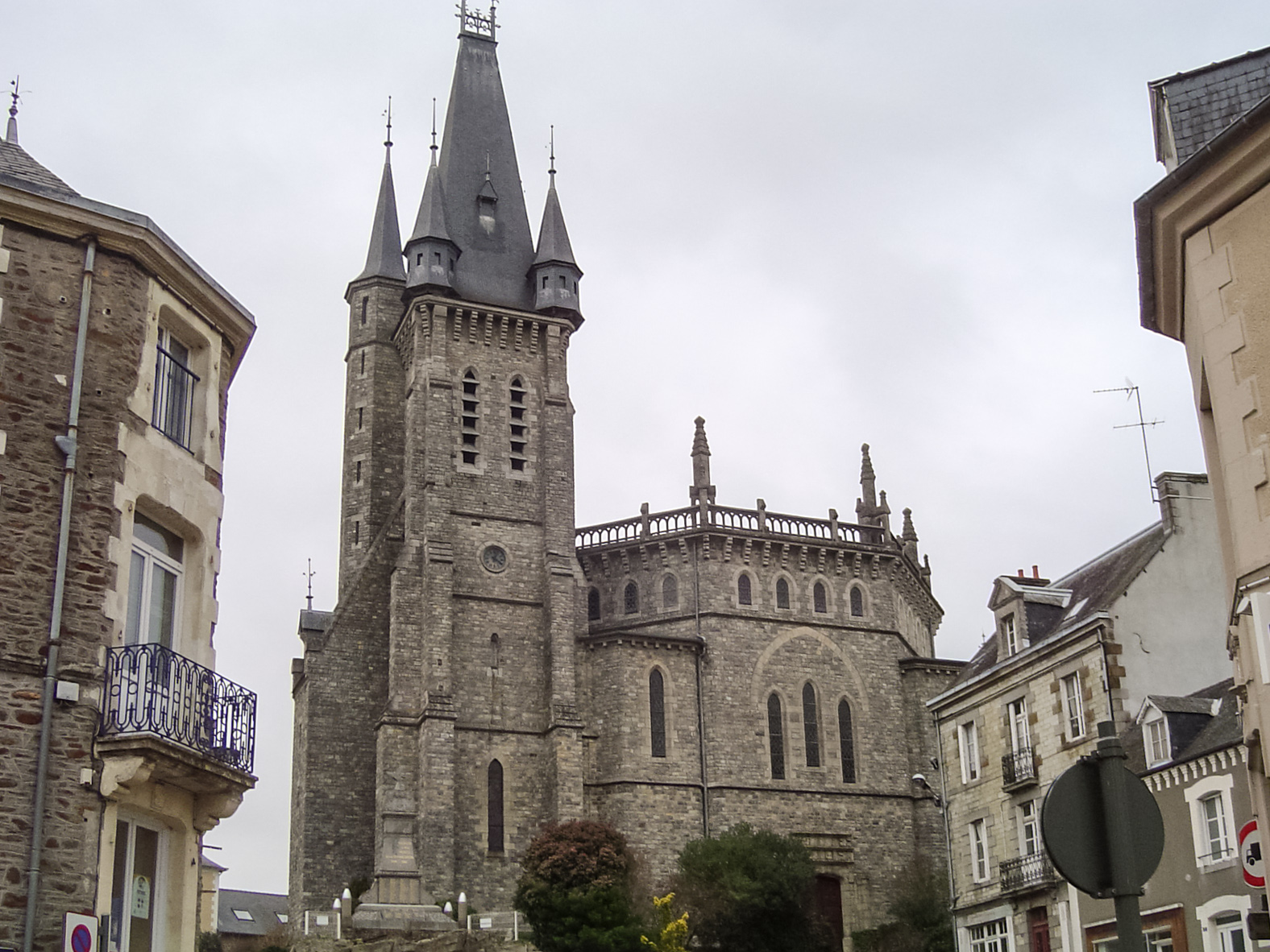
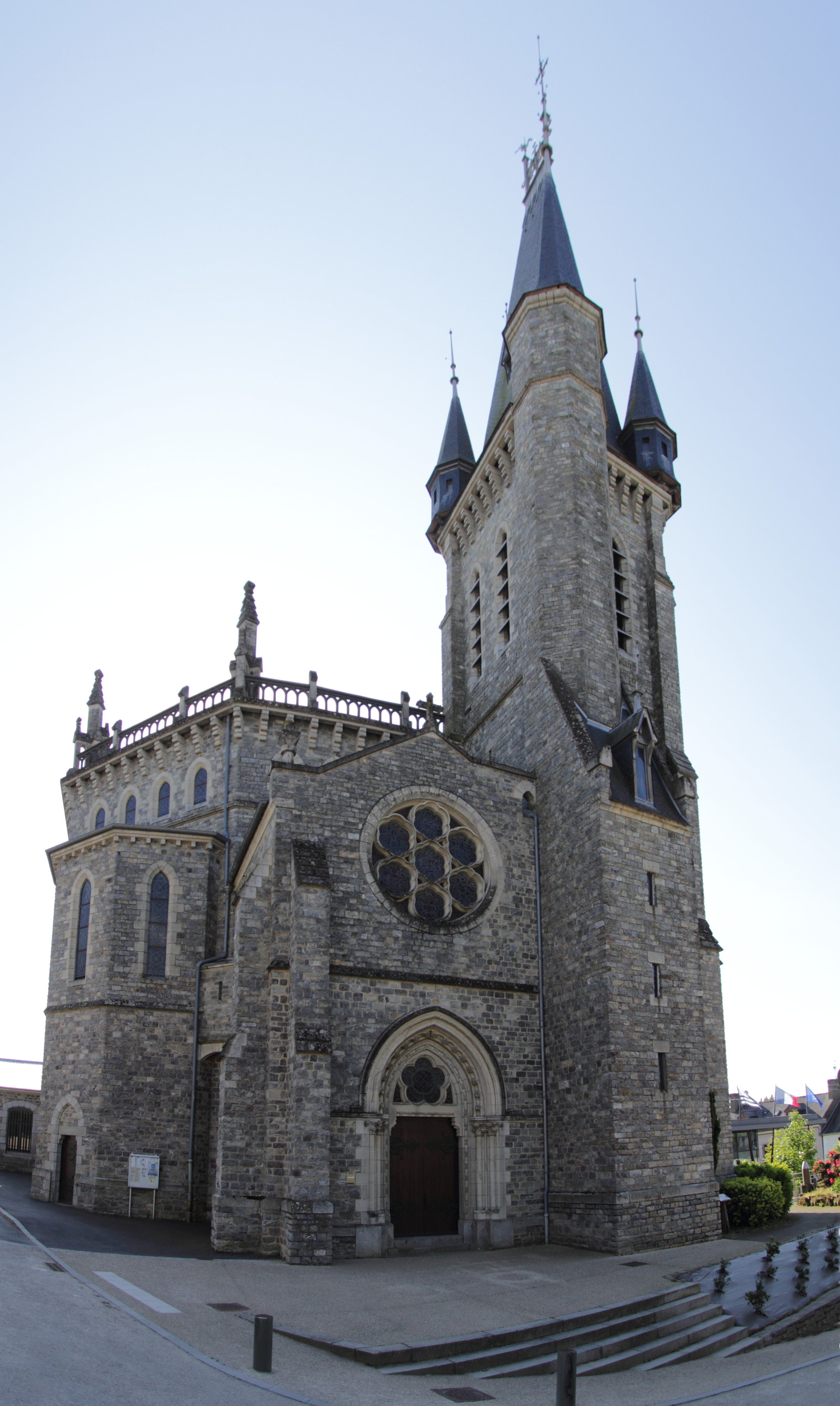
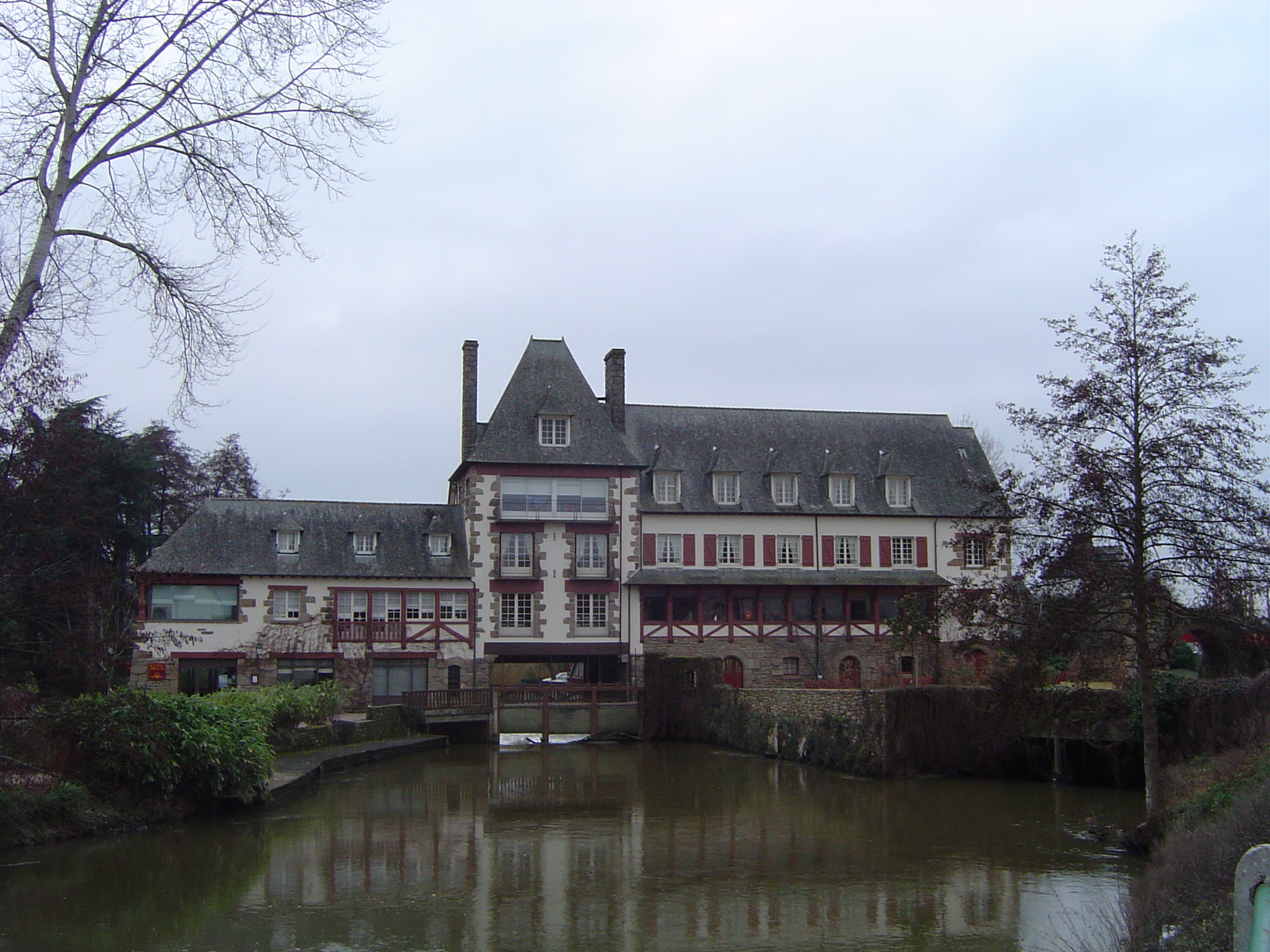
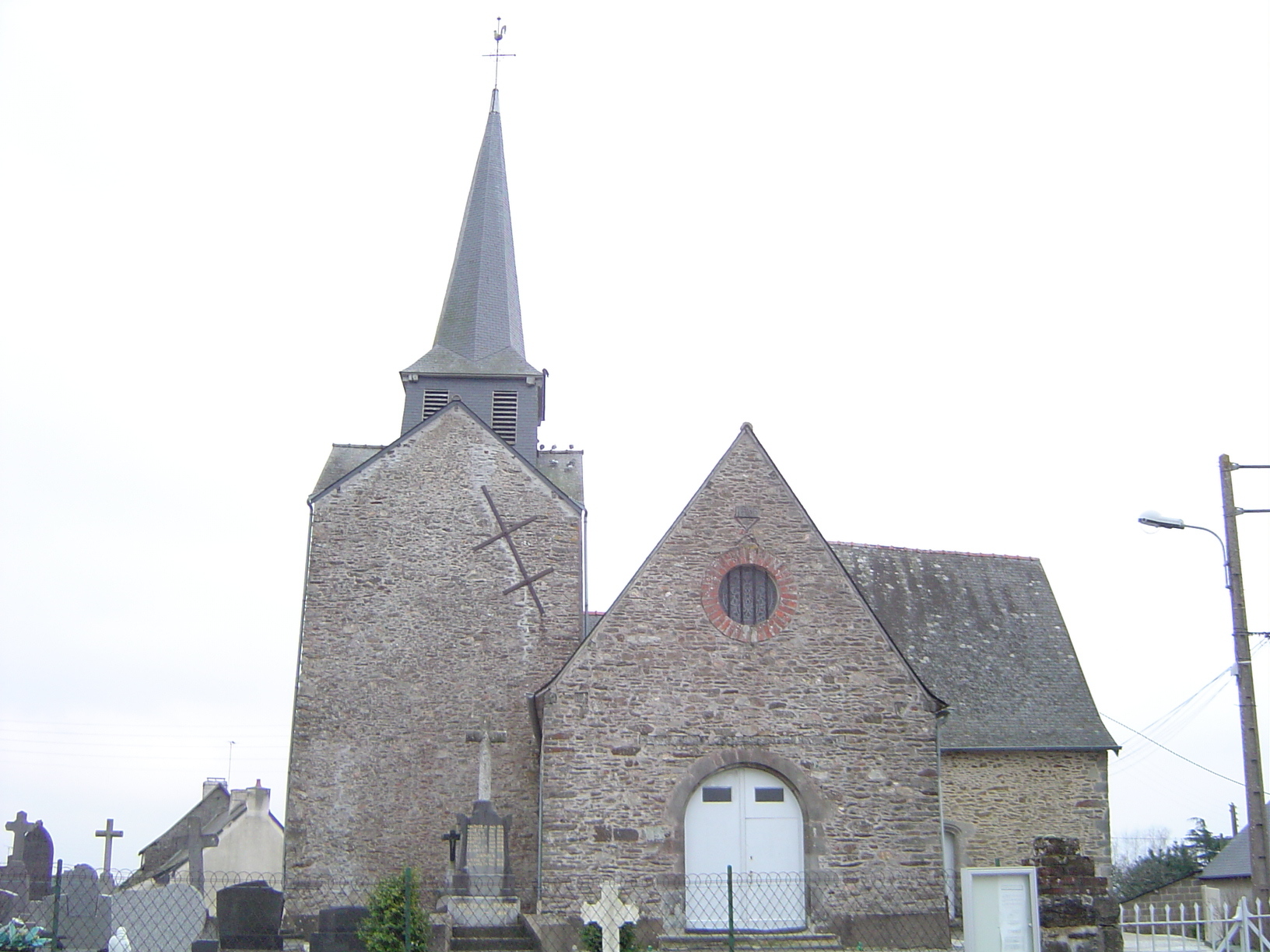